# Велика Лангобардія

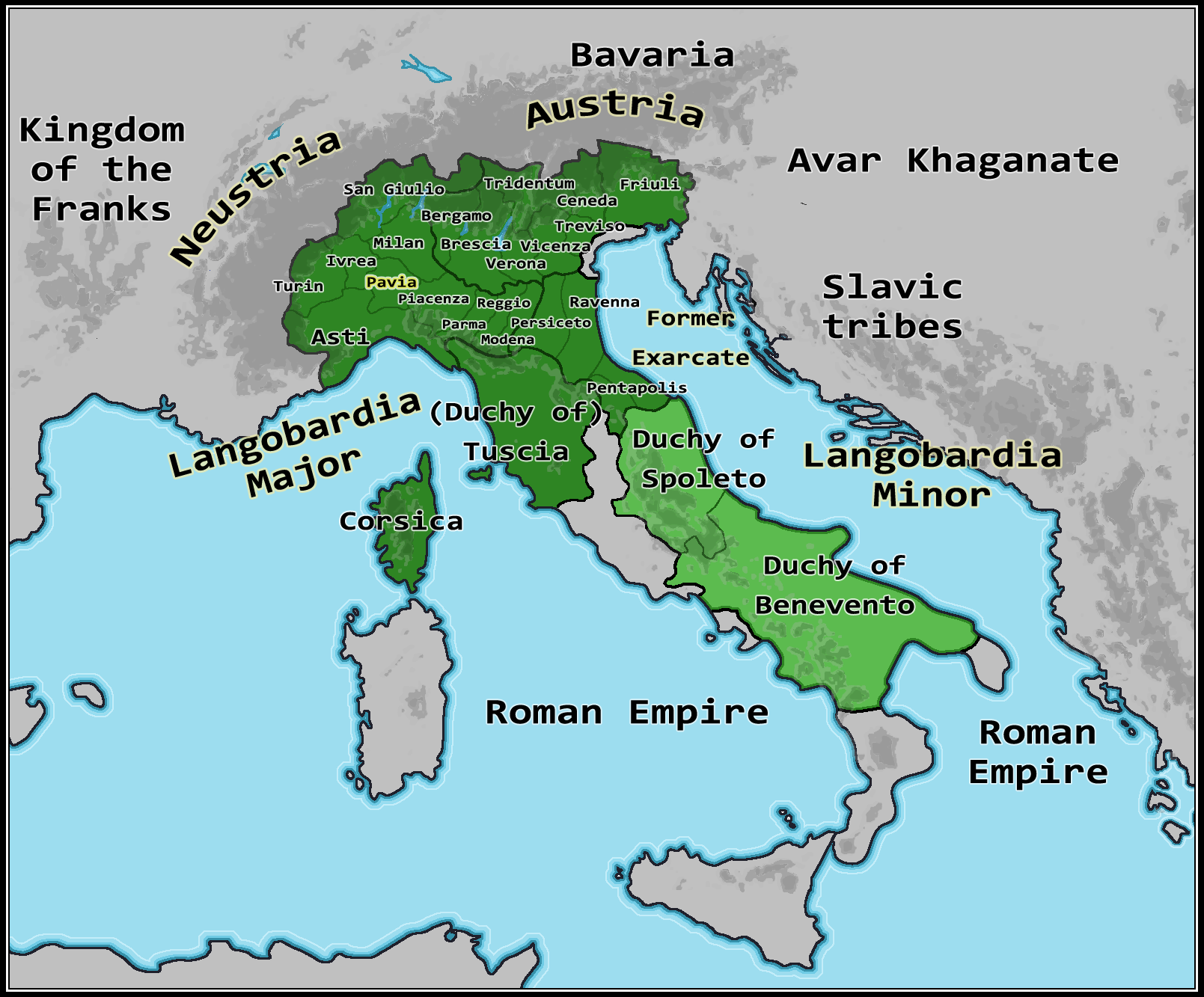
Велика Лангобардія (темно-зеленого кольору) серед інших лонгобардських володінь (740 рік)

Велика Лангобардія (лат. Langobardia Major) — назва, яку в ранньому Середньовіччі давали володінням Лангобардського королівства в Північній Італії. Вони включали власне Ломбардію зі столицею в Павії, Фріульське та Трідентське герцогства, а також Тусційське герцогство в Тоскані. На півдні вона межувала з Патримоніумом Святого Петра, який згодом після дару Піпіна 754 року став Папською державою, простягаючись від Тірренського до Адріатичного моря. Лангобардські території далі на південь називалися Малою Лангобардією і складалися з герцогств Сполетського та Беневентського герцогств.
Велика Лангобардія була внутрішньо поділена на східну Австрію, західну Нейстрію та Туску. Після того, як Карл Великий завоював ці володіння під час облоги Павії 774 року, вони стали частиною Каролінзької імперії.